# 地蔵院 (福井市)
地蔵院（じぞういん）は、福井県福井市安原町の西北に位置する曹洞宗の寺院である。本尊は梅宮大社の祭神四座の中の一座酒解子神の本地仏十一面観音。山号は金剛山、寺号を地蔵院とする名刹で、越前松平家の祈願所でもあった。本尊の観音は、子安観音として信仰され、2月、7月の縁日には子授け祈願やお礼に参る人もある。

## 歴史
912年（延喜12年）頃に、醍醐天皇が家臣のひとりである藤原利仁に勅命で、京都梅宮神社の神護1体を東郷槇山山頂へ鎮座させた庵を、988年（永延2年）の一条天皇訓令で中腹へ移したのが開基と伝えられる。
金剛山 那蘭陀尼寺とも、金剛山 那蘭院祥坊とも称されたが、1685年（貞享2）の「滝谷寺末寺帳」では、19か寺の末寺のひとつとして「東郷奈良谷寺」の古称が付された「地蔵院」の名がみえ、この頃までには真言宗滝谷寺（瀧谷寺）の末寺となっていたことがわかる。また、底本は安永年間（1772 – 1781）の筆写と推定される『越前国寺庵』では、「東郷奈良谷寺」と記され、1800年（寛政12年）の『香奠帳』（高橋家蔵）には「地蔵院」とある。明治初年には曹洞宗に改宗。

## 境内
境内には、河濯堂や稲荷大明神がある。

### 河濯堂

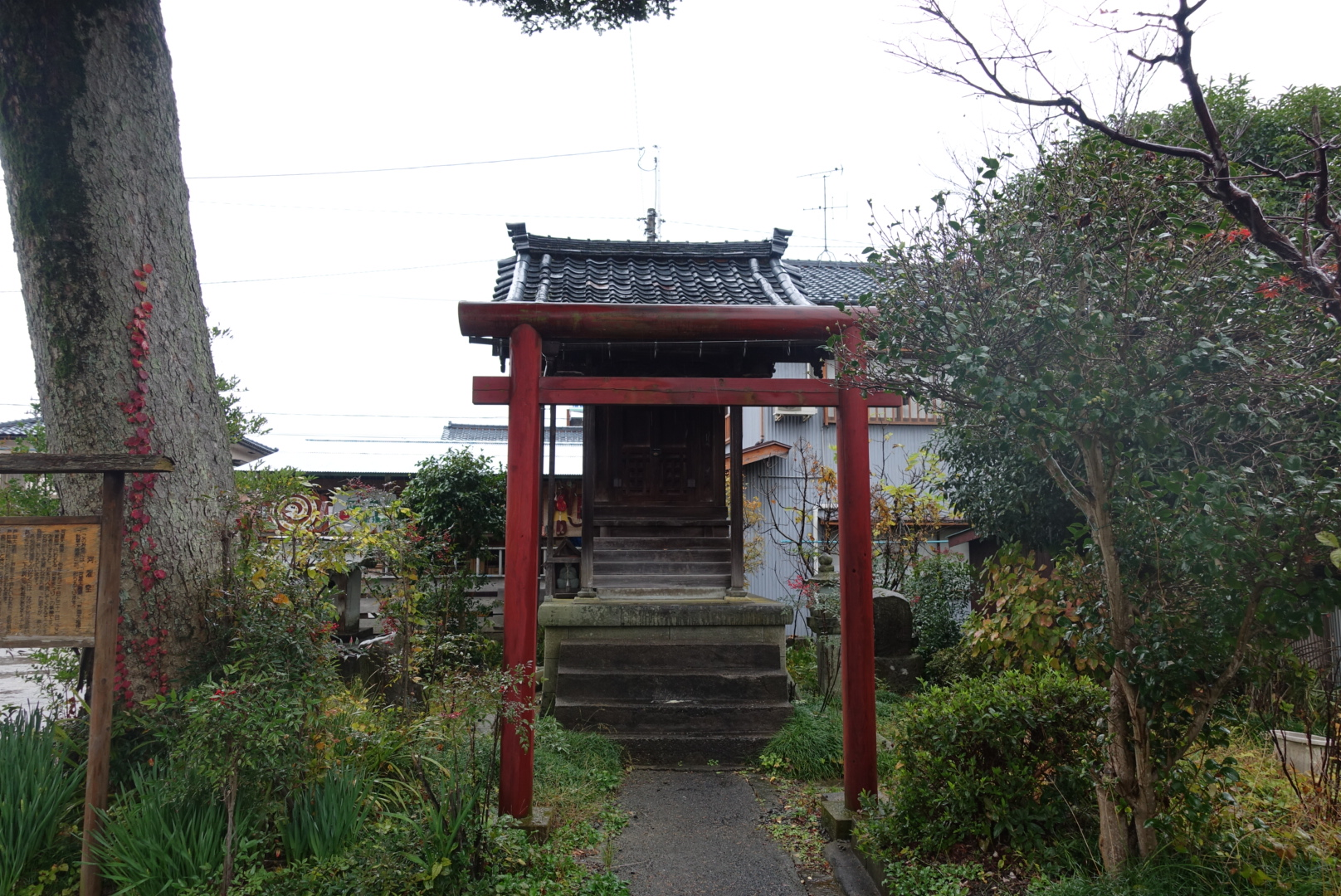
鳥居は、福井地震で崩壊したものをその後再建

お堂には、河濯・戸隠・秋葉権現が祀られている。河濯については、地蔵院境内で毎年7月末に河濯祭りが行われている。

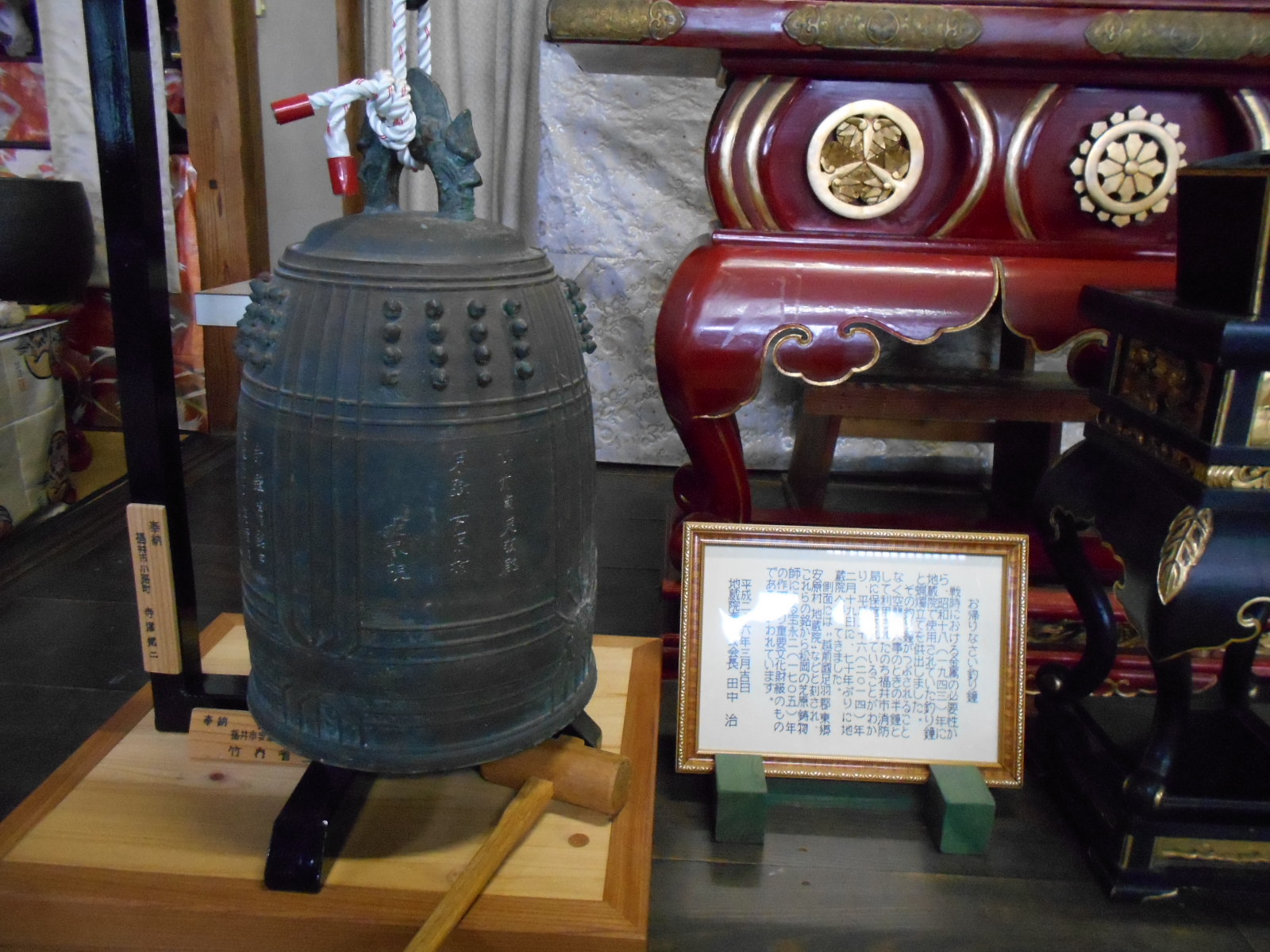
釣り鐘は、江戸時代中期に作られたもの

## 釣り鐘
1705年、芝原鋳物師の渡部與三兵衛が作ったとされている。釣り鐘には、「越前國足羽郡　東郷安原村　地蔵院」「越前州吉田郡　柴原住藤原朝臣　渡部與三兵衛尉」と刻まれている。高さ60センチ、直径36.5センチ。
1943年、銃弾など武器の材料に使用するための金属回収の勅令で回収された。しかし釣り鐘は材料に使われず、火事や空襲などを知らせる半鐘として東郷地区の火の見やぐらで使われていた。1979年から福井市和田東二丁目の市消防本部に保管されていた。
2014年、地元民が消防本部に保管されているのを知り地蔵院奉賛会に連絡があり、地蔵院奉賛会会長の田中治が消防本部に返却を依頼し、約1ヶ月後に返却された。

## 交通アクセス
- JR越美北線（九頭竜線）越前東郷駅下車徒歩5分